# TwinBee Dungeon
 (janvier 2024).
Si vous disposez d'ouvrages ou d'articles de référence ou si vous connaissez des sites web de qualité traitant du thème abordé ici, merci de compléter l'article en donnant les références utiles à sa vérifiabilité et en les liant à la section « Notes et références ».
TwinBee Dungeon (ツインビーダンジョン, Tsuinbī Danjon), est un jeu vidéo de type dungeon crawler développé et édité par l'entreprise japonaise Konami le 14 mai 2004 sur téléphone mobile au Japon, En savoir plus sur la série TwinBee et sur le série Mystery Dungeon.

## Système de jeu
C'est un mélange de RPG et de Rogue-like, où le joueur doit automatiquement explorer les donjons générés. Le joueur devient Light, le pilote TwinBee de deuxième génération, et s’engage dans une mission dans laquelle il explorera de nombreux donjons tout en pilotant un nouveau véhicule créé par le Dr. Cinnamon. Le jeu propose de nouveaux mécanismes inspirés des éléments de base de la série TwinBee, tels que l’élevage de familles de boutons dotés de pouvoirs uniques.